# Alois Zingg
Alois Zingg (* 27. Mai 1829 in Meggen LU; † 27. September 1921 ebenda; heimatberechtigt ebenda) war ein Schweizer Politiker (LPS).

## Biografie

### Familie und Beruf
Alois Zingg, Spross einer angesehenen Familie aus Meggen bei Luzern, Sohn des Landwirts sowie Luzerner Grossrats Josef Zingg und dessen Ehefrau Maria Anna geborene Scherer, führte nach der Schulausbildung einen Landwirtschaftsbetrieb auf dem Hof Schönheim in seiner Heimatgemeinde.
Alois Zingg, der mit Elisabeth geborene Peter verheiratet war, verstarb 1921 im hohen Alter von 92 Jahren in Meggen.

### Politische Laufbahn
Der der Liberalen Partei der Schweiz beigetretene Alois Zingg amtierte auf kommunaler Ebene als Korporationsverwalter sowie Gemeindeammann. Auf kantonaler Ebene wurde er 1872 in der Nachfolge seines in die Direktion der Gotthardbahn-Gesellschaft gewechselten älteren Bruders Josef Zingg in den Regierungsrat des Kantons Luzern gewählt. Alois Zingg, der dort die Leitung des Staatswirtschaftsdepartements übernahm, 1885 das Amt des Regierungspräsidenten (Schultheiss) versah, trat 1891 zurück. Im gleichen Jahr erfolgte seine Wahl in den Luzern Grossrat, dem er bis zu seiner Abschied aus der Politik 1907 angehörte.
Das politische Engagement Alois Zinggs, der 1885 die Landwirtschaftliche Schule Sursee gründete, ein Verwaltungsratsmandat bei der Dampfschiff-Gesellschaft des Vierwaldstättersees bekleidete, galt der Landwirtschaft und dort insbesondere der Schulung der Bauern.

## Archiv
- Regierungsratsmaterialien im Staatsarchiv Luzern